# آندرئینا پانیانی
آندرئینا پانیانی (ایتالیایی: Andreina Pagnani؛ ‏ ۲۴ نوامبر ۱۹۰۶ – ۲۲ نوامبر ۱۹۸۱) بازیگر و صداپیشه اهل ایتالیا بود.
از فیلم‌ها یا برنامه‌های تلویزیونی که وی در آن نقش داشته‌است، می‌توان به آخرین داوری، بینوایان و کمک بهیار اشاره کرد.